# Abrus gawenensis
Abrus gawenensis är en ärtväxtart som beskrevs av Mats Thulin. Abrus gawenensis ingår i Paternosterbönssläktet, och familjen ärtväxter. Inga underarter finns listade i Catalogue of Life.